# Liste der Monuments historiques in Lencloître
Die Liste der Monuments historiques in Lencloître führt die Monuments historiques in der französischen Gemeinde Lencloître auf.

## Liste der Bauwerke
| Bezeichnung        | Beschreibung              | Standort | Kennzeichnung | Schutzstatus | Datum | Bild           |
| ------------------ | ------------------------- | -------- | ------------- | ------------ | ----- | -------------- |
| Kirche Notre-Dame  | Erbaut im 12. Jahrhundert | (Lage)   | PA00105490    | Classé       | 1908  | weitere Bilder |
| Priorat Notre-Dame | Erbaut im 17. Jahrhundert | (Lage)   | PA00105491    | Inscrit      | 1962  |                |

## Liste der Objekte
- Monuments historiques (Objekte) in Lencloître in der Base Palissy des französischen Kultusministeriums